# فيوري
بلدية فيوري (بالإسبانية: Viure) هي بلدية تقع في مقاطعة جرندة التابعة لمنطقة كتالونيا شمال شرق إسبانيا.

## الديموغرافيا
بلغ عدد سكان بلدية فيوري 248 نسمة عام 2011 (وفقاً للمعهد الوطني الإسباني للإحصاء).
| 223 | 218 | 227 | 237 | 245 | 243 | 248 |